# Dessin (Adelsgeschlecht)

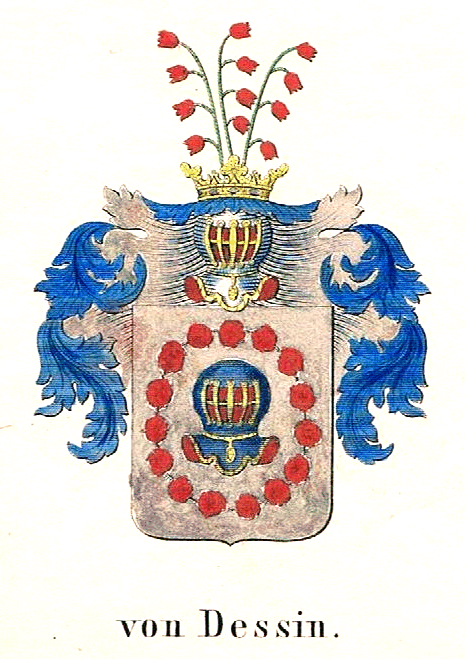
Wappen derer von Dessin

Dessin, historisch auch Düssin oder Tessin, ist der Name eines alten mecklenburgischen Adelsgeschlechts, das im 18. Jahrhundert erlosch.
Es besteht keine nachgewiesene Stammesverwandtschaft zu den aus Stralsund stammenden, erloschenen schwedischen Freiherren und Grafen Tessin. Ebenso ist keine Verwandtschaft oder Verbindung zu den württembergischen Tessin nachweisbar, die sich zwar – wenig nachvollziehbar – von den ebengenannten Schweden ableiten, jedoch den Wappenschild der Tessen mit silber-blauer Tingierung führen.

## Geschichte
Die Dessin erscheinen als mecklenburgisches Geschlecht erstmals im Jahr 1242 urkundlich mit dem Ritter Johann Düssin als Vasall und Rat der Herren von Werle. Von seinen Kindern wurden die Geschwister Margarete als Klosterfrau, Ludolf, Johann und Nikolaus als Ritter, sowie Heinrich Konrad und Bernhard teilweise bis zum Jahr 1309 bzw. 1323 urkundlich genannt. Im Jahre 1318 soll ein Sanderus de Deescin urkundlich genannt worden sein und 1322 trat Ludeke Tescyn als Urkundenzeuge in Demmin auf.
Ihren Namen sollen die Dessin von ihrem Stammsitz Groß- und Klein Tessin entlehnen, in dessen Besitz Alexander von Duzsin Erwähnung fand, und wovon Klein Tessin noch 1680 im Familienbesitz war.
Die Familie von Dessin war in Mecklenburg östlich des Schweriner Sees begütert. Schon am 20. Dezember 1408 bezeugte Bischof Rudolf von Schwerin eine Vikarie an der Dobbertiner Klosterkirche unter dem Patronat des Knappen Nicolaus Dessin. Zwischen 1454 und 1461 wurden Bernd Dessin und Frau Ermegard auf einem Hof in Ruest genannt. Weiterer früher Lehnsbesitz waren Leisten (14. Jahrhundert), Horst (1425), Schloss Daschow insbesondere Klein Daschow (1487–1621) sowie Penzlin (1506) südlich von Goldberg nahe Kuppentin, weiterhin Elmenhorst (1572–1628), Wangelin (1621) und Damhorst (1639).
Südlich von Sternberg hatten die Familien von Dessin in Wamckow (1640–1794) und in Stieten (1770–1791) pfandweise Besitzungen. In stattgefundenen Prozessen wurden nach Verschuldung des Gutes durch Gerd von Steding, einem Schwiegersohn Reimar von Plessens, schon 1640 die von Dessin als Pfandträger von Wamckow erwähnt.
Von 1671 bis 1692 war Gerd Carl von Dessin aus dem Hause Penzlin Besitzer des Gutes in Wamckow.
Ab 1692 dann Hauptmann Johann Detlef von Dessin als Erbherr auf Wamckow, danach bis zu seinem Tode 1791 sein Sohn Gerd Carl von Dessin. 1791 übernahm seine Schwester Magdalene Ilsabe von Bülow, geborene von Dessin, bis 1794 den Besitz von Wamckow. Sie war die Ehefrau des Dobbertiner Klosterhauptmanns Jobst Hinrich von Bülow auf Woserin.
Im Einschreibebuch des Klosters Dobbertin wurde am 13. Januar 1725 Gödell Agnes von Dessin aus Wamckow zur Aufnahme als Konventualin in das adlige Damenstift eingetragen. Nach 36 Jahren Wartezeit wurde sie aufgenommen, schied jedoch acht Jahre später durch Heirat wieder aus.
Am 1. Mai 1509 verkaufte Clawes Dessin aus Penzlin der Priorin Anna Dessin und dem Konvent des Klosters Dobbertin eine jährliche Rente von vier Mark aus dem Dorf Penzlin. Nach dem Rechnungsbuch des Klosters von 1491–1872 waren 1446–1449 Ghese Dessyn als Priorin, von 1502–1523 Anna Dessin als Unterpriorin und 1561 Emerenzia Dessin als Nonne im dortigen Benediktinerinnenkloster. Eine am 29. Juli 1448 vom Klosterpropst Nicolaus Behringer und der Priorin Ghese Dessyn für das Dorf Dobbin ausgestellte Urkunde soll sogar mit einer Siegelfälschung manipuliert worden sein. Mit dem Ende der Reformation und Umwandlung in ein adliges Damenstift ab 1572 waren 1626 Sophia von Dessin, 1671 Christina Juliana von Dessin und 1672 Anna von Dessin als Jungfrauen im Damenstift. Von 1598 bis 1608 war Ilse von Dessin als Domina die Vorsteherin des Konvents. Ihre Grabplatte mit Vollwappen der Familie, als älteste aus der Zeit nach der Reformation, ist im Kloster erhalten geblieben.
Spätestens 1652 hatte der preußische Rittmeister Christoph v. Dessin die Burg Schadeleben erworben. Von seinen Söhnen trat Gerd Carl von Dessin in das Erbe ein. Als letzter dieses Zweiges wurde Christoph Wilhelm von Dessin (* 1663, † 1683) genannt.
Gerd Carl von Dessin (* 19. Juli 1726, † 21. Januar 1791), Erbherr auf Wamckow, hatte als Angehöriger der Ritterschaft am 18. April 1755 auch den Landesgrundgesetzlichen Erbvergleich mitunterzeichnet und mit dem auch der Mannesstamm der Dessin zumindest in Mecklenburg und im Reich abgegangen ist, war Erbherr auf Görslow (1782–1791), Langen Brütz (1782–1792), Leezen (1782–1791) und Panstorff (1782–1791). Görslow und Langen Brütz übernahm Gerd Carl von Dessin 1782 vom Geheim Rath von Laffert. Zwischen beiden Familien kam es 1791 zum Streit wegen der Wegegerechtigkeit zum Schweriner See, denn man hatte Holz und Steine über das Gut Leezen zum See transportiert.
Das Geschlecht verbreitete sich wenigstens kurzzeitig auch nach Kurland und Südafrika.

## Angehörige
- Ghese (von) Dessyn (Dessin), 1446–1449 Priorin im Nonnenkloster Dobbertin[16]
- Anna (von) Detzin (Dessin), 1502–1523 Unterpriorin im Nonnenkloster Dobbertin[17]
- Ilse von Dessin, 1598–1608 Domina im adligen Damenstift des Klosters Dobbertin[18]
- Joachim Nikolaus von Dessin (1704–1761), Grundsteinleger für die Gründung der ersten öffentlichen Bibliothek in Südafrika

## Wappen
Das Stammwappen zeigt in Silber einen eisenfarbenen Helm, umgeben von einem Kranz roter Rosen. Auf dem Helm mit silber–blauen Decken zwei sich kreuzende Stangen mit Federbüscheln.
Ab dem 16. Jahrhundert wurde der Helm Blau tingiert und das Kleinod wandelte sich zu drei langen grünen Stängeln mit je vier roten Maiblumen.

### Gedruckte Quellen
- Mecklenburgisches Urkundenbuch (MUB)
- Mecklenburgische Jahrbücher (MJB)

### Ungedruckte Quellen
Landeshauptarchiv Schwerin (LHAS)
- LHAS 1.5-4/3 Kloster Dobbertin, Urkunden.
- LHAS 9.1-1 Reichskammergericht Prozeßakten 1791–1793.